# Stenellipsis bimaculata
Stenellipsis bimaculata är en skalbaggsart som först beskrevs av White 1846.  Stenellipsis bimaculata ingår i släktet Stenellipsis och familjen långhorningar. Inga underarter finns listade i Catalogue of Life.